# Delområde
Delområde kan syfta på till exempel en del av en kommun eller en del av en stadsdel. Begreppet användes i Sverige i bland annat Malmö, där tio stadsdelar var indelade i totalt 135 delområden fram till 2013, varefter stadsdelarna slogs ihop parvis till 5 stadsområden.
Även i Norge används begreppet, till exempel i Stavanger (som är indelat i 22 delområder och 218 grunnkretser).